# Bandajou
Bandajou est une ville de l'Union des Comores, située sur l'île d'Anjouan. En 2010, sa population est estimée à 2 044 habitants.